# Xanthorhoe ulingensis
Xanthorhoe ulingensis là một loài bướm đêm trong họ Geometridae.